# Clara Bryant Ford
Pour les articles homonymes, voir Ford (homonymie).
Clara Bryant Ford, née le 11 avril 1866 dans le comté de Wayne (Michigan) et morte le 29 septembre 1950 à Détroit (Michigan), est une suffragette américaine et la femme de l'industriel Henry Ford. Elle est membre du Michigan Women's Hall of Fame.

## Biographie
Clara Jane Bryant est la fille de Melvin S. Bryant, un fermier, et de Martha Beach. Elle naît dans le comté de Wayne (Michigan), à l'intersection de Grand River Road et de Greenfield Road. Troisième d'une fratrie de dix enfants, elle est baptisée le 19 avril 1866 à l'église épiscopale St. John's de Détroit. En 1870, sa famille déménage au nord, dans une autre ferme du comté de Wayne. Clara Jane Bryant fréquente l'école Greenfield Township District n°3.
Elle épouse Henry Ford le 11 avril 1888[réf. souhaitée] ; il meurt en 1947, quatre jours avant leur 59e anniversaire de mariage. Ils ont un fils : Edsel Ford (1893-1943).

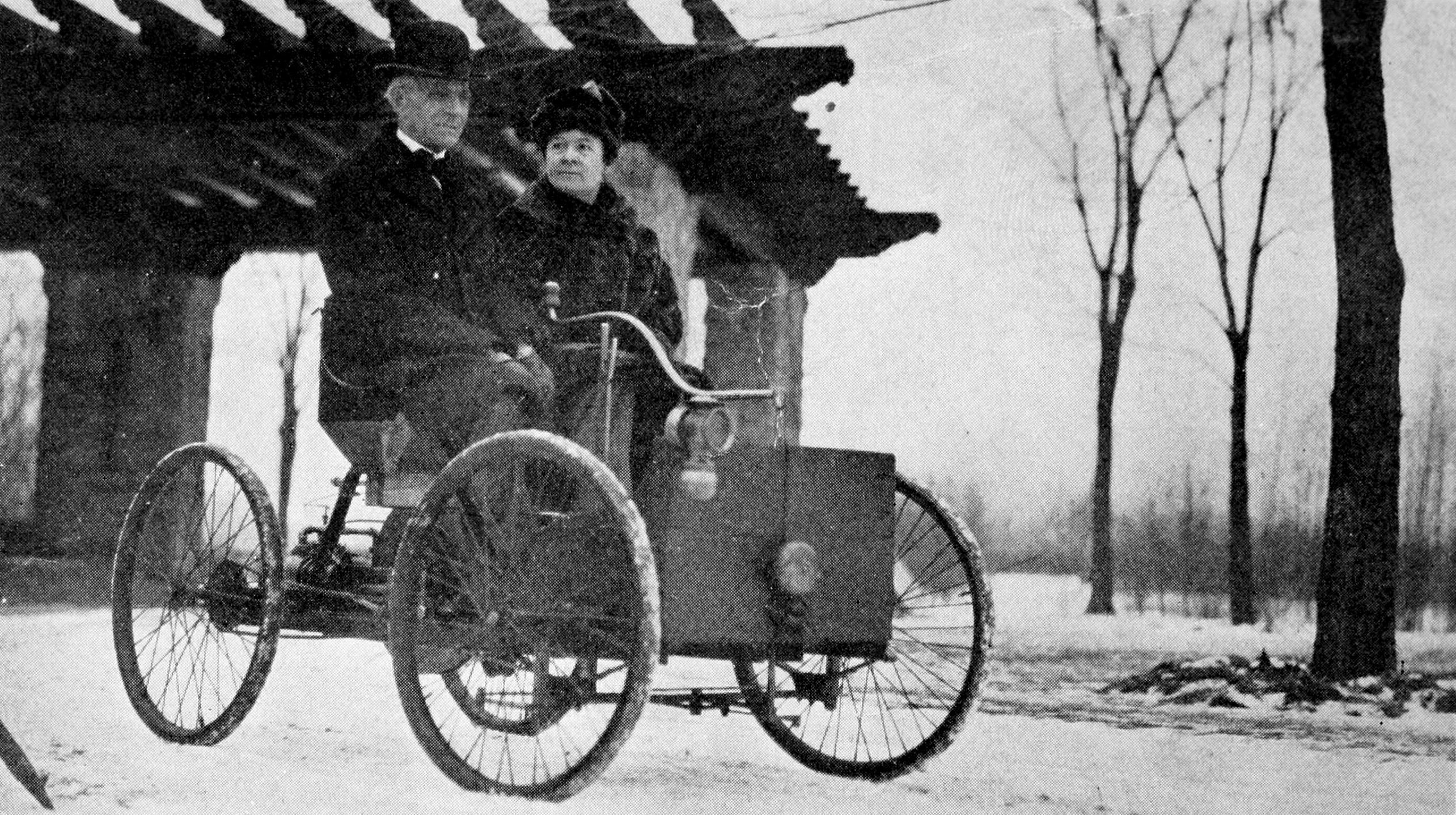

Elle accompagne Henry Ford lors de son premier essai d'un moteur à essence, le 24 décembre 1891.
Clara Ford milite en faveur du droit de vote des femmes. Elle organise régulièrement des réunions dans leur résidence de Fair Lane (en). En 1918, elle est nommée vice-présidente de la branche de Dearborn de la Ligue pour l'égalité du suffrage du comté de Wayne. Trois ans plus tard, elle siège au conseil d'administration de la League of Women Voters du Michigan.
Elle est également présidente de la Woman's National Farm & Garden Association (1927-1934).[réf. souhaitée]
Clara Ford meurt en 1950 à l'hôpital Henry-Ford de Détroit.

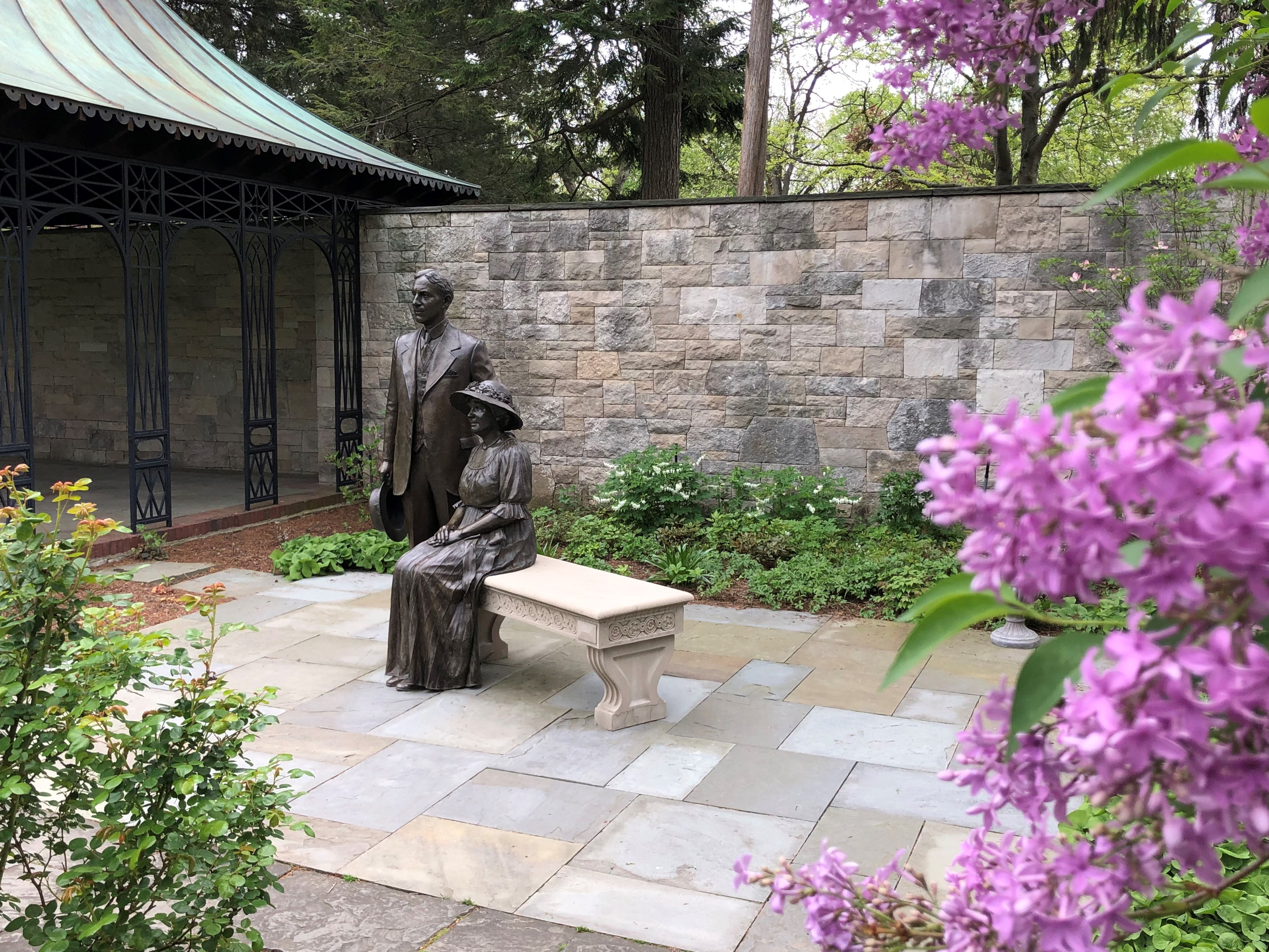
Statues à Fair Lane.

Dans la roseraie de Fair Lane (en), le domaine familial à Dearborn, se trouve des statues de Henry et Clara Ford.